# Plaza de Oriente

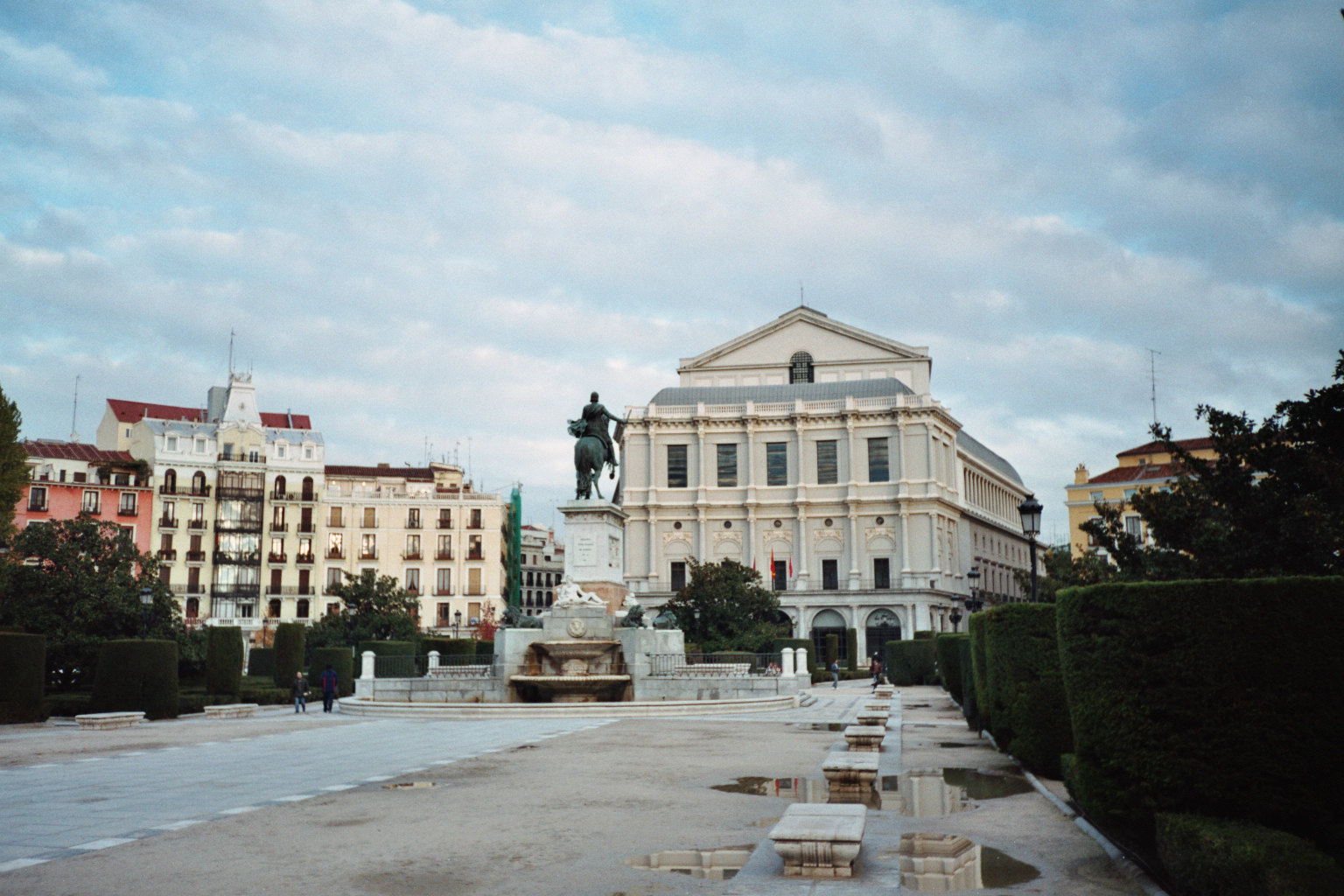
Plaza de Oriente

Plaza de Oriente è una piazza di Madrid, situata ad est del Palazzo Reale, caratteristica da cui deriva il suo nome (infatti l'oriente identifica il punto cardinale dell'est). Fu realizzata dal re di Spagna Giuseppe Bonaparte, che ordinò personalmente l'abbattimento degli edifici della zona, in modo da proporzionare l'ampiezza del palazzo con l'accesso diretto alla città.
La piazza era separata dal Palazzo Reale dalla calle de Bailén. Con l'interramento della via, eseguito nel 1996, la piazza ha guadagnato terreno verso ovest, arrivando fino alla facciata est del palazzo. La piazza, inoltre, confina ad est con il Teatro Real ed è adornata da statue di diversi re di Spagna, tra cui il monumento equestre a Filippo IV, e da tre monumenti.
Il 23 novembre 1975, in questa piazza, fu celebrato il funerale del dittatore Francisco Franco.

## Statue di pietra
Il gruppo delle statue di pietra bianca fa parte di una serie dedicata ai re spagnoli, creata appositamente per la decorazione del Palazzo Reale di Madrid durante il regno di Fernando VI. Inizialmente l'idea era quella di collocarle sul cornicione del palazzo, ma in seguito ad un ripensamento furono invece messe in diversi posti della città, come la plaza de Oriente, il parco del Retiro, i giardini di Sabatini, il parco El Capricho e la porta di Toledo; alcune di esse furono inoltre inviate al di fuori di Madrid, ad esempio quelle presenti nel paseo de Sarasate di Pamplona, che raffigurano i re di Navarra. Le statue vennero realizzate tra il 1750 e il 1753, sotto la supervisione degli scultori di corte Domenico Olivieri e Felipe de Castro, da un numeroso gruppo di autori tra cui spiccano Luis Salvador Carmona, Juan de Villanueva Barbales e Juan Pascual de Mena, oltre agli stessi Olivieri e De Castro. Le venti statue situate a plaza de Oriente rappresentano cinque re visigoti e quindici re dei primi regni cristiani del periodo della Reconquista.

## Monumento a Filippo IV di Spagna

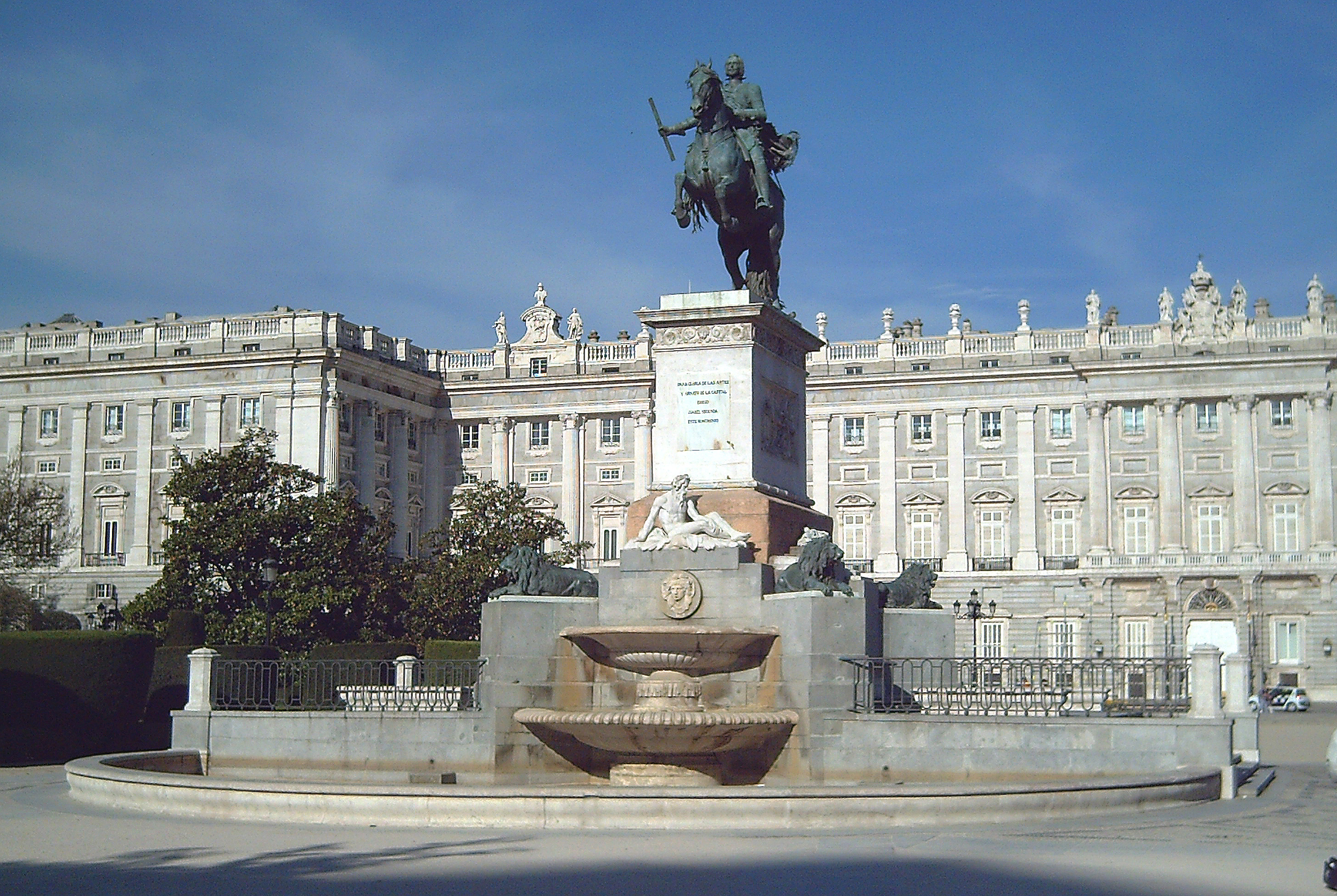
Monumento a Filippo IV di Spagna

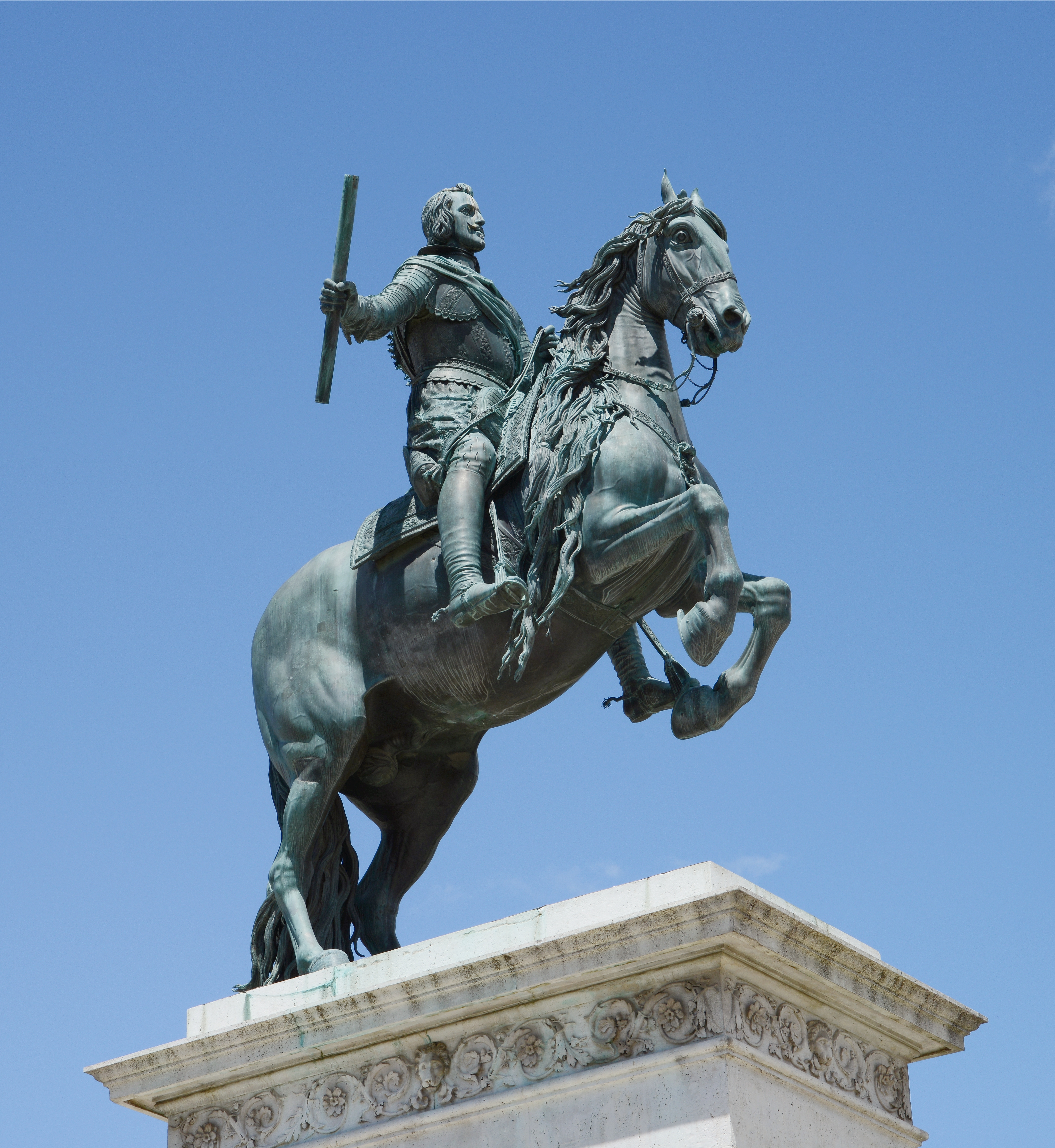
Statua equestre di Filippo IV

Al centro della piazza si trova un monumento equestre a Filippo IV, inaugurato il 17 novembre 1843, in seguito alla decisione della regina Isabella II di collocare nella piazza la già esistente statua equestre del re, aggiungendovi il supporto necessario per la creazione del monumento. L'incarico fu affidato agli scultori Francisco Elías Vallejo e José Tomás. Il primo realizzò i quattro leoni di bronzo situati negli angoli al di sopra della base monumentale, mentre il secondo scolpì i bassorilievi che decorano il piedistallo sul quale poggia la statua. Uno di essi rappresenta il monarca nell'atto di imporre a Velázquez l'abito dell'Ordine di Santiago, mentre un altro presenta una figura allegorica della protezione offerta dal re verso le arti e le lettere. Allo stesso tempo Tomás scolpì anche la figura di un anziano che versa acqua all'interno di un'urna, simboleggiando un fiume. Al di sotto di queste sculture, ai lati est ed ovest della base del monumento, ci sono due fontane a forma di conchiglia.
La statua equestre di bronzo fu realizzata tra il 1634 e 1640 da Pietro Tacca, al quale vennero inviati come modelli un quadro dipinto da Diego Velázquez che ritraeva Filippo IV a cavallo, e un mezzobusto in terracotta dovuto allo scultore Juan Martínez Montañés. Lo scultore, dietro suggerimento di Galileo Galilei, cercò di rendere il più naturale possibile la posizione del cavallo, in maniera tale che lo ritraesse mentre si mantiene solo sulle zampe posteriori. La soluzione fornita da Galilei consisteva nel rendere massiccia la parte posteriore e cava la parte anteriore. L'opera fu collocata in un primo tempo in uno dei patio del Palazzo del Buon Ritiro, poi nella facciata d'ingresso dell'antico Real Alcázar di Madrid, ma durante il governo di Don Giovanni d'Austria fu rimessa nella posizione precedente, restandovi fino al 1843.

## Giardini
Nella piazza sono presenti due giardini: quelli del capo Noval nella zona nord e quelli di Lepanto nella zona sud. Il nome dei primi si deve al monumento eretto nel 1912 in memoria di Luis Noval Ferrao e realizzato dallo scultore valenciano Mariano Benlliure. Il monumento è alto sei metri e mezzo ed è composto in pietra e bronzo. Nei Giardini di Lepanto, invece, si trova il monumento dedicato al capitano Ángel Melgar; è un'opera in bronzo e marmo di Julio González Pola, inaugurata nel 1911 dal re Alfonso XIII.

## Resti medievali
Nel corso degli scavi compiuti nell'ultima rimodellazione della piazza, terminata nel 1996, furono rinvenuti i resti di una torre di guardia andalusa dell'XI secolo. Si tratta di una delle vestigia più antiche di Madrid. Era posizionata al di fuori delle mura della Madrid araba, elevandosi al di sopra di un fossato che chiudeva a nord questa parte della città. Lo scopo principale della torre era la sorveglianza sia della zona sia della sorgente vicina, la Fuente de los Caños del Peral. Di pianta quadrangolare, era stata costruita impiegando diversi tipi di pietra (selce, calcare e granito). Accanto ad essa si è conservato una piccola sezione della base del portone della Casa del Tesoro (risalente ai secoli XVI e XVII), sede dell'amministrazione dei reali d'Austria.